# 麻見順子
麻見順子（日语：／ Asami Junko，1967年9月24日—），日本女性配音員、旁白、演員。出身於神奈川縣。Project Paaan所屬。身高154cm。AB型血。

## 來歷
曾隸屬於Production BAOBAB、美i-style。

## 人物
1998年9月5日（9月4日深夜），她在電視節目《塔摩利俱樂部》的「性治療大賽」中擊敗了石原亞季、小椋惠子、住友優子、兵藤真子、彌永和子，贏得了冠軍。從此以後，她作為旁白解說的活動相對增多。
她以可愛、美少女的聲音而聞名。
資格：普通汽車執照、髮型&變換。特長：散步、露營、滑雪、唱歌。興趣：變換髮型、滑雪板組裝。

## 演出
粗體字表示主要角色。

### 電視動畫
1989年
- 烏龍少爺（日语：おぼっちゃまくん）（1989年—1991年，學生B、看護隊A、學生A、女孩子A、廣播）
- 城市獵人3（女A、女孩子）
- 魔動王Granzort（女大學生）
- 妙手小廚師（女觀眾A、由香里）

1990年
- 偶像天使陽子（女）
- NG騎士檸檬汽水&40（莉拉）
- 森林王子 少年毛克利（克魯克兄的妻子）
- 八百八町表裏化妝師（日语：八百八町表裏 化粧師）
- 三眼神童（松島小姐）
- YAWARA！（女學生D）

1991年
- 少年阿貝（日语：少年アシベ）（1991年—1992年，安西老師、里子）2系列
- 麵包超人（1991年—1995年，胡椒小子〈第2代〉、可可椰子人B、齒輪小弟）

1992年
- 宇宙騎士騎格武士利刃（操作員、主播、女孩子）
- 蠟筆小新（1992年—2020年，高田、小宮悅子、淳子、中山廣子、米奇、車裡子、情侶女性[8]、人妻[9] 等）
- 小小妖怪阿奇·柯奇·索奇（日语：ちいさなおばけアッチ・コッチ・ソッチ）（艾莉）
- 超時空保姆（護士、事務員、受理人員、網球辣妹A、嬰兒）
- 蜜柑繪日記（立花杏子[10]、矮子太郎）

1993年
- 疾風無敵銀堡壘（亞倫夢露）
- 可愛巧虎島
- 哆啦A夢 (大山羨代版)（小咪〈第2代〉）
- 忍者亂太郎（女性）

1994年
- 飛天少女豬（日高薰）
- 霸王大系龍騎士（女性士兵）

1995年
- 黃金勇者合體（1995年—1996年，滿老師[11]、夏拉拉·西絲露[12]、米拉迪絲星球）
- 蒙面俠蘇洛傳（女性）
- 卡拉OK戰士麥克次郎（日语：カラオケ戦士マイク次郎）（瑪莉）
- 獸戰士卡爾基巴（日语：獣戦士ガルキーバ）（沙耶香）
- （河馬）

1997年
- 神奇寶貝（真奈美）

1998年
- 櫻桃小丸子 (第2期)（1998年—2024年，川田先生的妻子）
- 超魔神英雄傳（鎮上女性）
- 幸運騎士L（日语：フォーチュン・クエストL）（特拉普的母親）

1999年
- 伊索世界（庫克、天的媽媽）
- 狂野歷險 Twilight Venom（日语：ワイルドアームズ トワイライトヴェノム）（瑪莉）

2003年
- 魔偵探洛基 RAGNAROK（芙雷亞）

2004年
- 阿加莎·克里斯蒂的名偵探波瓦羅與瑪波（日语：アガサ・クリスティーの名探偵ポワロとマープル）（瑪姬·巴克里）
- 名偵探柯南（2004年—2016年，竹岡奈津子、豬俣保子、真壁百合 等）
- MONSTER（少年的母親）

2006年
- 機神咆吼DEMONBANE（日语：斬魔大聖デモンベイン#アニメ）（霸道瑠璃[13]）

2007年
- 機神大戰巨型方程式（莉莉）
- 悲慘世界 少女珂賽特（女工A、女工、女子工員）

2008年
- Code Geass反叛的魯路修R2（瑪莉安娜·Vi·不列顛尼亞[14]）

### 電影動畫
- 哆啦美：迷你哆啦SOS（1989年，由香里）
- 哆啦美：阿拉拉♥少年山賊團！（1991年，侍女）
- 飛吧！鯨魚的高峰（日语：とべ!くじらのピーク）（1991年）

### OVA
1988年
- 飛越巔峰 GunBuster（女學生α）

1988年
- 飛越巔峰 GunBuster（女學生α）

1990年
- 暗黑神話（廣播A）
- 1加2等於樂園（日语：1加2等於樂園）（女性Na）
- 新空手道地獄變（日语：新カラテ地獄変）（琳達）
- YJ版檸檬天使（日语：レモンエンジェル (漫画)）（橫田里美）

1991年
- 恐怖新聞（日语：恐怖新聞）（由香）
- 內衣教父
- 恐怖心靈報告 後面的百太郎（日语：うしろの百太郎）
- 龍騎士（日语：ドラゴンナイト）（蕾拉）
- 黑暗司法官Judge（日语：ジャッジ (漫画)）（山本敬子）

1992年
- 永遠的法蓮娜（日语：永遠のフィレーナ）（米莉佳）
- （女學生）

1993年
- 幸運女神（三沙夜子）
- KO世紀三獸士II（戰鬥員A）
- 地球守護靈（小孩、女學生A）

1994年
- 雙星仙子的飛吧！飛馬座（星星之子A）
- THE Rapeman（日语：THE レイプマン）（和雄的戀人）
- 湘南純愛組！（槍田想奈）

1996年
- 聖少女戰隊雷卡兹（日语：聖少女戦隊レイカーズ）（神樂坂玲子／星雷卡兹）
- 鬥神傳（日语：闘神伝）（克里斯多福）
- 寶魔獵人萊姆（日语：宝魔ハンターライム）（普吉）

1998年
- 歡迎光臨！生態島 （境子）

2004年
- 機神咆吼DEMONBANE（日语：斬魔大聖デモンベイン#アニメ）（霸道瑠璃）[注 2]

2011年
- 裝甲騎兵波德姆茲：孤影再現（修行僧B）

### 遊戲
1990年
- 雀偵物語2 宇宙偵探帝凡出動篇（魔獸艾莉西亞）

1991年
- EFERA & JILIORA The Emblem From Darkness（日语：エフェラ アンド ジリオラ ジ・エンブレム フロム ダークネス）（露比耶拉）

1993年
- 藤子不二雄A的黑色推銷員（OL、女性、麻美）
- 妖獸戦記（日语：妖獣戦記）（美幸）

1994年
- 水晶里納爾 -逢魔迷宮-（日语：クリスタルリナール -逢魔の迷宮-）（坂垣真尋）
- 寶魔獵人萊姆（日语：宝魔ハンターライム）（普吉、道野崇子、百合）

1995年
- 銀河大小姐傳說優奈2 永遠的公主（日语：銀河お嬢様伝説ユナ）（疾風的真子）

1996年
- （莫利）
- Haunted Casino（日语：ホーンテッドカジノ）（安娜貝拉·穆）

1997年
- 銀河大小姐傳說優奈3 LIGHTNING ANGEL（日语：銀河お嬢様伝説ユナ）（疾風的真子）
- （千歳奈奈美）
- 麻雀學園祭（日语：麻雀学園祭）（七瀨美樹）

1998年
- 雙面嬌娃（主持人）
- 心動一百（日语：どきどきポヤッチオ）（伊麗雅老師）
- 聖龍戰記II -神去的大地-（薩尼斯）
- 新世代機器人戰記BRAVESAGA（日语：新世代ロボット戦記ブレイブサーガ）（夏拉拉·西絲露）

1999年
- 戰鬥昆蟲傳（日语：バトル昆虫伝）（齋久美）

2000年
- BRAVESAGA2（日语：ブレイブサーガ2）（夏拉拉·西絲露）
- 女神異聞錄2 罰（桐島英理子）

2001年
- Phantom -PHANTOM OF INFERNO-（藤枝美緒）

2004年
- 機神咆吼DEMONBANE（日语：斬魔大聖デモンベイン）（霸道瑠璃）
- PIZZICATO POLKA ～緣鎖現夜～（日语：PIZZICATO POLKA）（史泰拉）

2005年
- 魔偵探洛基 RAGNAROK 魔妖畫 ～失去的微笑～（芙雷亞）

2006年
- 機神飛翔DEMONBANE（日语：斬魔大聖デモンベイン）（霸道瑠璃、艾達）

2007年
- QUILT ～夢想與戀愛的禮服～（日语：きると）（艾麗）

2009年
- R-TYPE 戰略版 II -苦味巧克力作戰-（日语：R-TYPE TACTICS II -Operation BITTER CHOCOLATE-）（蒂亞納·貝拉諾）

2012年
- 女神異聞錄2 罰 ETERNAL PUNISHMENT（桐島英理子）

2013年
- 超級機器人大戰UX（霸道瑠璃）

2014年
- 穢翼的尤斯蒂婭 Angel's blessing（梅爾特·羅格緹耶[15]）

2022年
- 穢翼的尤斯蒂婭（梅爾特·羅格緹耶[16]）

### 廣播劇CD
- 青之騎士貝魯澤魯加物語（日语：青の騎士ベルゼルガ物語）（雪拉·杜朵聶）
- 穢翼的尤斯蒂婭（梅爾特·羅格緹耶）
- 白色十字架系列
  - 白色十字架 Dramatic Collection I The Holy Children（一枝）
  - 白色十字架 Dramatic Precious 2nd STAGE TEARLESS DOLLS（右乃）
  - 白色十字架 Dramatic Precious Final STAGE DREAMLESS LIFE（右乃）
- 黃金勇者合體（夏拉拉·西絲露）
  - 總天然色CD大活劇「沃特·華爾扎克的大冒險」
  - CD有聲電影秀 華麗偵探 華爾扎克兄弟～死神的逆位
- 吸血姬美夕 特別廣播劇CD（亞由子）
- 王都妖奇譚（日语：王都妖奇譚）（晴明）
- 電視動畫「機神咆吼DEMONBANE（日语：斬魔大聖デモンベイン）」廣播劇CD Vol.1（霸道瑠璃）
- 宇宙巡航艦III 原聲帶目錄內「開發秘話 在盛夏黎明中看見了新年」（MIKI-CHANG（日语：東野美紀））
- Cinematic Sound Drama 閃靈二人組 奪回MARINE RED！～（納蒂亞）
- 最後的暑假（野野宮老師）
- 世界第一最討厭的（日语：世界でいちばん大嫌い）（石塚麻子）
- 同級生 戀愛專科（鈴木美穗）
- 皇龍騎士團（德爾特）
- Dragon Party（日语：ドラゴン・パーティ） 有聲劇場（劉·尼爾遜）
- 飛天少女豬 每個人都想成為寶妮（日高薰）
- High school aura buster（日语：ハイスクール・オーラバスター）（早水奈緒）
- 魔神英雄傳3 虎王物語 虎王傳說 CD電影1—2（日语：魔神英雄伝ワタル (ラジオ)）（由美）
- Rance ～真實的蘭斯～（敏恩）

### 柏青哥、角子機
- 角子機『DARKER THAN BLACK -黑之契約者-』（2013年，琥珀）
- CR DARKER THAN BLACK -黑之契約者-（2017年，琥珀）

### 外語配音

#### 電影
- 阿甘正傳（小時候的珍妮·柯倫〈漢娜·霍爾（英语：Hanna R. Hall）〉）※影碟版。
- 簡·愛（英语：Jane Eyre (1996 film)）（貝爾塔〈瑪麗亞·史耐特（英语：Maria Schneider (actress)）〉）
- 美國小子（英语：Lucas (film)）
- 水怪傳奇（英语：Magic in the Water）
- 大智若愚（英语：Nobody's Fool (1994 film)）
- 人鬼雙胞胎（英语：The Dark Half (film)） ※影碟版。
- 西城故事（維爾瑪）※TBS新錄製版。

#### 電視影集
- 加州夢（英语：California Dreams）（女服務生）
- 雙面諜（英语：Cover Up (TV series)）（芭芭拉）
- 天才小醫生（英语：Doogie Howser, M.D.）（希瑟）
- 歡樂滿屋（伊迪、蘇珊·埃里克森）
- 歡樂家庭（貝琪·斯沃基、蘇珊）
- 北國風雲（英语：Northern Exposure）（雪莉·坦博〈辛西亞·吉爾里（英语：Cynthia Geary）〉）

#### 動畫
- 堂吉訶德外傳（女僕）
- 迷你樂一通（菲菲·拉菲姆）

### 旁白
- －富士電視台「α頻道（日语：チャンネルα）」播出的1分鐘宣傳節目（日语：番宣番組）。有時只在開場負責介紹演員，有時負責全集的解說。在極少數情況下不會出現（例如廣告節目是現場直播特別節目時）。擔任至2010年3月為止[17]。
- BePonkickie（日语：Beポンキッキ）
- 天國的階梯 節目宣傳
- 御台場冒險王（日语：お台場冒険王） 節目宣傳
- 午夜美人魚（日语：ミッドナイトマーメイド）（朝日電視台）
- （BS富士）[18][19]

## 腳註

## 外部連結
- 麻見順子｜Project Paaan （日語）
- 麻見順子的X（前Twitter） （日語）
- 麻見順子的Instagram帳戶 （日語）